# Cordia albilatera
Cordia albilatera är en insektsart som först beskrevs av Walker 1851.  Cordia albilatera ingår i släktet Cordia och familjen spottstritar. Inga underarter finns listade i Catalogue of Life.